# Crasna (gmina w okręgu Sălaj)
Crasna – gmina w Rumunii, w okręgu Sălaj. Obejmuje miejscowości Crasna, Huseni, Marin i Ratin. W 2011 roku liczyła 6485 mieszkańców.